# Strijkers (orgel)
Onder strijkers vat men orgelregisters samen, die gelijknamige muziekinstrumenten imiteren.

## Geschiedenis
Strijkers als register worden, in verhouding tot het bestaan van het orgel, pas laat standaard toegepast. Pas in de 18e eeuw vindt men op Nederlandse orgels echte strijkregisters, vaak een Viola da Gamba 8 voet. Dit heeft te maken met de opkomst van het rococo-orgel, een instrument met een breed scala aan imitatieregisters. In tegenstelling tot andere imitatieregisters, zoals Carillon en Fluit Travers, hebben de strijkers tot in de vroege 20e eeuw een enorme populariteit gehouden. Hun aantal werd zeer sterk vertegenwoordigd binnen het romantische orgeltype. Pas met de opkomst van de Orgelbewegung, begin jaren 30 van de 20e eeuw, verloren de strijkers aan populariteit. Ze werden synoniem voor het orgel uit de "vervaltijd", die van ongeveer 1890 tot 1950 heeft geduurd. In die tijd werden orgels van ambachtelijke instrumenten naar standaard-fabrieksproducten vermaakt, van vaak inferieure kwaliteit.
Aan het einde van de neobarok, zo ongeveer rond 1975, ziet men wel weer strijkers in disposities terugkeren. Daarvoor werden ze vaak verwijderd en vervangen door meer barokke registers.

## Typische kenmerken
Strijkers worden bij voorkeur uit orgelmetaal of tin vervaardigd, hoewel zink ook veel voorkomt, variërend van "bijna prestant mensuur" tot zeer eng. De mensuurdikte bepaalt ook voor een groot gedeelte de klank; een relatief wijde Fugara is krachtig, bijna prestant-volume, terwijl een zeer enge Aeoline een ijle klank heeft.
Een enkele keer wordt een strijker uit hout vervaardigd. Dit is heel vaak een Contrabas 16 of 32, of een heel enkele keer een Violon 16.
Wel is heel vaak het laagste octaaf van een strijker afgeleid van een ander register, om het gebrek aan kracht in de bas te compenseren. Vaak is dit dan een fluitregister die op hetzelfde aanwezige manuaal aanwezig is. Pas in de 20e eeuw worden strijkers volledig uitgebouwd.

## Enkele voorbeelden
- Aeoline 16, 8,4. Labiaalstem, open, cilindrisch, zeer eng. IJl fijnstrijkend.
- Cello 16, 8. Zie Violon.
- Contrabas 32, 16. Krachtige open labiaalbas, in wijdte variërend tussen Violon en Open Fluit mensuur.
- Dolce 8, 4. Meestal enge cilindrische of trechtervormige, zeer zachte strijker met milde streek. Soms een zachte, enge Holpijp.
- Fugara 8, 4, 2. Krachtige Salcionaal. In klank het midden houdend tussen Salicionaal en Prestant.
- Golving Zie Vox Célèste.
- Harmonia Aetherea. Strijkersmixtuur, in mensuur midden houdend tussen Violon en Viola da Gamba en een vrij zachte intonatie.
- Melofoon 8, 4. Zie Violon.
- Portunaal  8. Vrij enge Tolkaan.
- Kwintviool 6, 3. Violon in kwintvorm.
- Salicet 8, 4, 2. Iets mildere Salicionaal. Vaak op het bovenmanuaal.
- Salicionaal 16, 8, 4. Een wijde Viola da Gamba met enig volume en milde streek. Soms ook een Bovenwerk-prestant (L. van Dam & Zn.)
- Silcienne 8, 4. Zie Salicionaal.
- Spitsgamba 8. Conische Salicionaal met zachte strijkende gemshoornklank.
- Tolkaan 8, 4. Trechtervormige strijker van wijde mensuur, waarvan de klank het midden houdt tussen Salicionaal en een milde, zachtstrijkende Prestant.
- Trechtergamba 8. Een naar boven toe wijderuitlopende Viola da Gamba, met zachte Tolkaan klank. Vergelijkbaar met Portunaal.
- Unda Maris 8. Zwevend (iets lager) gestemde Salicionaal, doorgaans beginnend bij klein c. Door Mense Ruiter orgelmakers ook wel uitgevoerd als Fluit Travers.
- Viole d'Amore 8, 4. Zachte Viola da Gamba.
- Violon 16, 8. Krachtige Viola da Gamba van wijdere mensuur.
- Violonbas 32, 16, 8. Violon in het pedaal.
- Violoncello 8. Zie Violon
- Vioolprestant 16, 8, 4 Prestant van enge mensur en strijkende intonatie; wijder dan Fugara.
- Voix céleste (Vox Celesta) 8. Zwevend (iets hoger) gestemde Viola da Gamba, doorgaans beginnend bij klein c.
- Vox Angelica 8. Zie Vox Celesta.
- Wilgenpijp 8. Zie Salicet.
- Zweving 8. Zie Vox Célèste.

Aliquot · Bourdon · Chamadewerk · Cornet · Cymbelster · Dulciaan · Fluit · Gedekt · Grondstem · Hobo · Holpijp · Mixtuur · Nachtegaal · Prestant · Roerfluit · Salicionaal · Strijkers  · Subbas · Tolkaan · Voix céleste · Vulstem